# Ivats Peak
Der Ivats Peak (englisch; bulgarisch връх Ивац wrach Iwaz) ist ein 900 m hoher Berg an der Nordenskjöld-Küste des Grahamlands auf der Antarktischen Halbinsel. Er ragt 2,61 km südsüdöstlich des Kavlak Peak, 7,49 km südwestlich des Darzalas Peak, 5,01 km westlich des Mount Elliott und 3,69 km nordöstlich des Gusla Peak in den südöstlichen Ausläufern des Detroit-Plateaus auf. Der Dinsmoor-Gletscher liegt nördlich, der Desudawa-Gletscher südlich von ihm.
Britische Wissenschaftler kartierten ihn 1978. Die bulgarische Kommission für Antarktische Geographische Namen benannte ihn 2011 nach Iwaz, einem bulgarischen Bojaren im späten 10. und frühen 11. Jahrhundert.